# Sin (노래)
《Sin》(halo 4으로 불리기도 한다)은 앨범 《Pretty Hate Machine》에도 수록된 나인 인치 네일스의 세 번째 싱글 음반이다. 수록곡중에는 Queen의 커버곡인 《Get Down, Make Love》도 실려있다

## 싱글
"Sin"은 공식적으로 발매된 네 번째 나인 인치 네일스 음반이며 Pretty Hate Machine의 마지막 싱글이다. 이 싱글은 "Sin"의 세가지 리믹스와 나인 인치 네일스의 첫 번째 공식 커버곡이 실려있다.

## 수록곡

#### 미국반
1. "Sin (Long)" - 5:51
2. "Sin (Dub)" - 5:00
3. "Get Down, Make Love" - 4:19
4. "Sin (Short)" - 4:19

#### 영국반
1. "Sin (short)" - 4:19
2. "Sin (long)" - 5:51
3. "Get Down, Make Love" - 4:19
4. "Sin (dub)" - 5:00

- 영국반은 수록곡은 미국반과 같고 순서와 커버사진을 변경하여 디지팩으로 발매하였다